# Spinososioellidae
De Spinososioellidae zijn een familie van uitgestorven kreeftachtigen uit de klasse van de Ostracoda (mosselkreeftjes).

## Geslachten
- Spinososioella Kozur 1991 †